# التغير المناخي في كاليفورنيا

تغير المناخ وتأثيرات الاحتباس الحراري في كاليفورنيا تدور في المقام الأول حول قضايا مثل القحط ومخاطر حرائق الغابات وما يرتبط بها من أحداث. وجدت دراسة أجريت عام 2011 أن تواتر وشدة كل من درجات الحرارة القصوى والدنيا ستزداد بصورة ملحوظة نتيجة الاحتباس الحراري.

## أدلة علم المناخ القديم
تشير الدراسات المناخية القديمة إلى أن الأعوام السابقة من تاريخ كاليفورنيا (150 عامًا) كانت رطبة بصورة غير اعتيادية مقارنةً بالألفي عام التي سبقتها. تبين جذوع الأشجار الموجودة في قاع البحيرات والأنهار في كاليفورنيا أن العديد من المظاهر المائية جفت في أثناء فترات الجفاف التاريخية، ما سمح للأشجار بالنمو هناك بينما كانت المياه معدومة. ارتبطت فترات الجفاف هذه بالحقبات الدافئة في تاريخ الأرض. خلال الحقبة القروسطية الدافئة، حصلت موجات جفاف كبرى استمرت لمدة قرنين على الأقل وبلغ احتمال هطول الأمطار 60-70% فحسب. يظن علماء المناخ القديم أن درجات الحرارة المرتفعة الناتجة عن الاحتباس الحراري قد تسبب مرور كاليفورنيا بفترة جفاف أخرى، مع انخفاض كبير في مستويات هطول الأمطار وتراكم الثلوج عما لوحظ على مدار الـ150 عامًا الماضية.

## تأثيرات الطقس القاسي
توقعت دراسة أجريت عام 2011 أن تواتر وشدة درجات الحرارة القصوى والدنيا ستزداد بصورة كبيرة نتيجة الاحتباس الحراري.

### حرائق الغابات
في عام 2017، توقعت دراسة أن أكبر تهديد فردي على مستشفيات مقاطعة لوس أنجلوس فيما يتعلق بتغير المناخ هو التأثير المباشر للزيادة المتوقعة في حرائق الغابات. في مقاطعة لوس أنجلوس، تقع 34% من المستشفيات على بعد ميل واحد من المناطق المعرضة لخطر الحرائق. بالإضافة إلى ذلك، وجدت الدراسة أيضًا أن أحد هذه المستشفيات معرض لخطر الفيضانات الساحلية بسبب آثار التغير المناخي. شُملت هذه القضية الأخيرة وتم التركيز عليها، إذ خلصت الدراسة أيضًا إلى أن الخطر قد يزداد مع ارتفاع منسوب البحار بسبب ارتفاع درجات الحرارة السنوية.

### الجفاف
وفقًا لتقرير فريق العمل المعني بالقحط التابع للإدارة الوطنية للمحيطات والغلاف الجوي لعام 2014، لم يعد القحط جزءًا من التغييرات طويلة الأجل في هطول الأمطار بل كان أحد نتائج التنوع الطبيعي، رغم احتمال أن تكون درجات الحرارة المرتفعة القياسية التي صاحبت القحط الأخير قد تضخمت بسبب الاحتباس الحراري بشري المنشأ. أُثبت ذلك من خلال دراسة علمية أجريت عام 2015 قدرت أن الاحتباس الحراري «سبب 8-27% من القحط الملحوظ في الأعوام بين 2012-2014 ... رغم هيمنة التنوع الطبيعي، أدى الاحتباس الحراري بشري المنشأ إلى زيادة كبيرة في احتمالية حدوث حالات قحط شديدة في كاليفورنيا».

### الآثار الصحية
قد تؤدي الزيادات المتوقعة في الظروف المناخية القاسية إلى زيادة خطر الإصابة بالأمراض والوفيات. توجد العديد من الأمراض التي ستصيب سكان كاليفورنيا نتيجة التغير المناخي. «يرتبط التعرض لدخان حرائق الغابات بالمشاكل الصحية مثل التهابات الجهاز التنفسي والسكتات القلبية وانخفاض الوزن عند الولادة ومشاكل الصحة العقلية وتفاقم حالات الربو وداء الانسداد الرئوي المزمن. سبب التعرض طويل الأمد لدخان حرائق الغابات إنفاق نحو 76-136 مليار دولار سنويًا من التكاليف الصحية عبر الولايات المتحدة من عام 2008 حتى عام 2012، وتركزت بعض أشد الآثار الصحية في شمال كاليفورنيا.